# Camber Sands
Camber Sands är en strand i Storbritannien.   Den ligger i riksdelen England, i den sydöstra delen av landet, 90 km sydost om huvudstaden London.